# Sinonyx jiashanensis
Sinonyx jiashanensis és una espècie de mamífer mesonic extint de la família dels mesoníquids. Visqué durant el Paleocè. Se n'han trobat restes fòssils a la Xina. És un dels mesonics amb els esquelets més ben conservats.